# Salles-sous-Bois
Salles-sous-Bois är en kommun i departementet Drôme i regionen Auvergne-Rhône-Alpes i sydöstra Frankrike. Kommunen ligger i kantonen Grignan som tillhör arrondissementet Nyons. År 2022 hade Salles-sous-Bois 214 invånare.

## Befolkningsutveckling
Antalet invånare i kommunen Salles-sous-Bois
Referens:INSEE